# Milhouse Van Houten
Milhouse Van Houten es un personaje ficticio de la serie animada Los Simpson, creado por Matt Groening. Es el mejor amigo de Bart Simpson, cursan juntos cuarto grado en la Escuela Primaria de Springfield como alumno de la clase de la profesora Edna Krabappel. Tiene aspecto y comportamientos de nerd, pero dista mucho de serlo. De hecho, en una ocasión señaló que no era un nerd «porque los nerds son listos».
En la versión original es doblado por Pamela Hayden. En Hispanoamérica en las primeras temporadas estaba doblado por Anabel Méndez hasta la séptima temporada, luego fue doblado por Gisela Casillas hasta la decimoquinta temporada, actualmente lo retomó desde la trigesimosegunda temporada. anteriormente fue doblado por Nallely Solís. desde la decimosexta temporada hasta la trigesimoprimera temporada En España su dobladora fue Eva Díez hasta que fue reemplazada en la temporada catorce por Chelo Molina.
En una ocasión, Bart incluyó a Milhouse en la lista de Los diez fugitivos más buscados por el FBI. Bart siempre mete en problemas a Milhouse, y lo ayuda en diferentes cosas, como en separar a sus padres; casualmente, Milhouse se hizo amigo de Bart cuando Bart se volvió gracioso haciendo sonidos de gases a Milhouse.
Además de que está con problemas en la escuela, en su hogar también; él vivía felizmente con sus padres Kirk y Luann, pero en A Milhouse Divided se divorcian y Milhouse se queda a vivir con su madre, quien se enamora de un gladiador llamado Pyro, al que luego engaña con su mejor amigo Gyro cuando los niños montan una emisora de radio clandestina.
En el capítulo Milhouse of Sand and Fog, en la fiesta de la varicela de Maggie, Kirk y Luann se divertían en la cocina con los demás padres, y cuando Milhouse va a buscar a Bart al cuarto de sus padres, los ve abrazándose y besándose.
Pero como Milhouse dice que antes peleaban por su amor con peluches, restaurantes, ropa, etc; él los preferiría separados para que se peleen por su amor. En el capítulo Little Orphan Millie vuelven a ser pareja, y dan la noticia que se volverán a casar, pero como su luna de miel es en un crucero, cuando entran a un cuarto el crucero se empieza a mover, y ellos caen al mar; y como Milhouse se queda con Los Simpson, le dan la noticia que sus padres están posiblemente muertos, y cambia su estilo de vida al de rebelde. Cuando decidió irse con su tío en un globo aerostático, Bart cambia de opinión y decide ir por ellos, pero al cruzar sobre una isla chocan con un aladelta que Kirk y Luann habían construido y descubren que los padres de Milhouse estaban con vida.
De pequeño pasaba los veranos en la Toscana con su abuela, que le obliga a aprender italiano. Las navidades las pasaba en Solvang, California, junto a su tío danés.

## Vida amorosa
Un psicólogo lo reportó con altas tendencias homosexuales, además en un episodio le preguntó a Bart si sabía por qué lloraba en el recreo y después le dijo que ya estaba preparado para decírselo pero Bart lo ignora subiendo el volumen a la televisión mientras transmitían Batman, y entonces Milhouse no dice nada. Secretamente está muy enamorado de Lisa y sueña llegar a adulto y cortejarla para luego casarse. 
En Bart's Friend Falls in Love, durante la tercera temporada, se enamoró de una chica llamada Samantha Stanky, lo que provoca la ira de Bart, quien delata el noviazgo ante el religioso padre de Stanky, quien la manda como novicia a un convento. Esto ocasiona una pelea entre Bart y Milhouse, lo que casi fractura su amistad. En The Bart Wants What it Wants se le ve de novio con la exnovia de Bart, la hija del actor Rainier Wolfcastle, provocando otra pelea entre él y Bart; también en el capítulo Homer Scissorhands se vuelve novio de Taffy, la chica más popular de la escuela, y eso le causa celos a Lisa.

## Origen de su nombre
Su nombre es una mezcla de nombres de personas malvadas en la historia.
Su nombre completo es «Milhouse Mussolini Van Houten». Su primer nombre viene del segundo nombre del presidente estadounidense Richard Nixon. Su segundo nombre viene del apellido del dictador italiano Benito Mussolini. Su apellido proviene del apellido de una de las colaboradoras del famoso asesino en masa Charles Manson (Leslie Van Houten).
En el episodio Little Orphan Millie dijo que su familia era neerlandesa (debido a que Van Houten era un apellido neerlandés) y tiene un tío de Dinamarca, aunque tiene una abuela de Italia.
Además, en algunos capítulos se le llama Milhouse Donoso (sólo en Hispanoamérica).